# پایگاه هوایی ایسترس-ل
پایگاه هوایی ایسترس-ل (به انگلیسی: Istres-Le Tubé Air Base) (به زبان بومی: Base aérienne 125 Istres (BA 125)) یک فرودگاه نظامی با کد یاتا QIE است که یک باند فرود آسفالت دارد و طول باند آن ۳۷۵۰ متر است. این فرودگاه در شهر ایستر کشور فرانسه قرار دارد و در ارتفاع ۴۹ متری از سطح دریا واقع شده‌است.